# Ришар, Жан-Пьер
Жан-Пьер Ришар (фр. Jean-Pierre Richard, 15 июля 1922, Марсель — 15 марта 2019, Париж) — французский историк литературы, литературный критик, близкий к женевской школе литературоведов (Руссе, Старобинский и др.).

## Биография
Учился в Эколь Нормаль (1941—1945), получил там степень доктора филологии в 1962 году. В 1960-х годах преподавал в университетах Шотландии, Великобритании, Испании. С 1978 года — в Сорбонне.

## Исследовательский подход
Подход Ришара к литературе сложился под влиянием Гастона Башляра и Жоржа Пуле. Его интересует запас чувственных впечатлений, который служит материалом творчества Стендаля, Флобера, Малларме, Пруста, французских поэтов XX в. (Поль Элюар, Рене Шар, Франсис Понж, Пьер Реверди, Ив Бонфуа, Андре дю Буше, Филипп Жакоте, Жак Дюпен).

## Избранные труды
- Литература и ощущение/ Littérature et Sensation, Seuil, 1954 (переизд. 1970, 1990)
- Поэзия и глубина/ Poésie et Profondeur, Seuil, 1955 (переизд. 1976)
- Stéphane Mallarmé, Pour un Tombeau d’Anatole, Seuil, 1955 (переизд. 1976, 1990)
- Воображаемый мир Малларме/ L’Univers imaginaire de Mallarmé, Seuil, «Pierres vives», 1961
- Одиннадцать очерков современной поэзии/ Onze études sur la poésie moderne, Seuil, 1964 (переизд. 1981)
- Пейзаж у Шатобриана/ Paysage de Chateaubriand, Seuil, 1967
- Этюды о романтизме/ Études sur le romantisme, Seuil, 1970 (переизд. 1999)
- Nausée de Céline, Éditions Fata Morgana, 1973 (переизд. 1991, 2008)
- Пруст и чувственный мир/ Proust et le Monde sensible, Seuil, 1974 (переизд. 1990)
- Microlectures I, Seuil, 1979
- Microlectures II. Pages Paysages, Seuil, 1984
- L'État des choses. Étude sur huit écrivains d’aujourd’hui, Gallimard, 1990
- Terrains de lecture, Gallimard, 1996
- Essais de critique buissonnière, Gallimard, 1999
- Quatre lectures, Fayard, 2002
- Roland Barthes, dernier paysage, Verdier, 2006
- Chemins de Michon, Verdier, 2008
- Pêle-mêle, Verdier, 2010